# Rezoluție digitală

Rezoluția digitală reprezintă o măsură a clarității sau a gradului de detaliere a unei imagini digitale (numerice). Imaginile digitale sunt forma de memorare și prelucrare a imaginilor obișnuite într-un calculator; ele pot fi ce-i drept afișate sau tipărite, dar, spre deosebire de imaginile reale, nu se pot vedea ca atare, direct. De aceea, spre deosebire de rezoluția obișnuită, cea digitală se exprimă numai în pixeli, fără raportare la vreo lungime. De ex. o imagine de 800 x 600 pixeli, sau și în megapixeli (o imagine de 0,48 megapixeli).
O mărime înrudită este numărul de „dots per inch” (termen de specialitate englez) - dpi.

## Detalii
Rezoluția în pixeli exprimă „dimesiunile” imaginii (în memoria unui calculator), în ipoteza că este vorba de o imagine dreptunghiulară, și anume (lungime x lățime) măsurate în pixeli. Această exprimare nu se poate aplica la alte forme de imagini. 
Rezoluția în megapixeli (prescurtat: Mpx sau și Mp) exprimă numărul total de pixeli cuprinși în aria imaginii, indiferent de forma ei. De exemplu, dacă o imagine este dreptunghiulară și are 2 megapixeli, ea ar putea avea atât o rezoluție de 1.600 x 1.200 (1.600 x 1.200 = 1,92 megapixeli, rotunjit la 2 Mpx), dar și de 20.000 x 100, precum și nenumărate alte combinații. Foarte des numărul de megapixeli se rotunjește până la 1 - 2 cifre după virgulă.
Rezoluția în dpi (dot per inch = puncte/țol) reprezintă și ea o măsură a clarității unei imagini, de data asta reale, care a fost produsă de un dispozitiv anume de prelucrare a imaginilor, cum e cazul mai ales pentru imprimante, scanere și ecrane. Astfel, dpi-ul reprezintă numărul de puncte tipografice ce pot fi tipărite sau afișate pe lungimea de un inch sau țol: cu cât o imagine reală de o mărime prestabilită are o rezoluție dpi mai mare, cu atât ea este formată din mai mulți pixeli și este mai clară, oferind mai multe detalii (cel puțin în principiu).